# Scaptocorini
Scaptocorini – plemię pluskwiaków z  podrzędu różnoskrzydłych i rodziny ziemikowatych. Obejmuje 28 opisanych gatunków, sklasyfikowanych w 6 rodzajach.

## Morfologia
Pluskwiaki o ciele przysadzistym, silnie wysklepionym, zwykle rudobrązowo ubarwionym. Głowa zaopatrzona jest w zbudowane z czterech lub pięciu członów czułki, okrągłe i wyłupiaste oczy złożone oraz, w przeciwieństwie do Cephaloctenini, w przyoczka. Boczne brzegi głowy mają krótkie, grube szczecinki. Szersze niż dłuższe, w zarysie zwężone ku przodowi z zaokrąglonymi kątami przednimi i tylnymi przedplecze ma szereg chetoporów wzdłuż krawędzi bocznych. Tarczka jest szersza niż dłuższa, na szczycie szeroko zaokrąglona. Półpokrywy cechują się wyodrębnionymi od przykrywki egzokorium, mezokorium i międzykrywką oraz dobrze wykształconą, zwykle wykraczającą poza koniec odwłoka zakrywką. Ewaporatoria gruczołów zapachowych są na metapleurach dobrze rozwinięte, duże, natomiast na mezopleurach są drobne lub całkiem nieobecne. Ujścia tychże gruczołów na metapleurach są dobrze wyodrębnione i mają zmodyfikowane wierzchołki. Odnóża przedniej pary mają szablowato lub sierpowato wykrzywione golenie ze stopami osadzonymi w połowie długości. Odnóża środkowej pary mają zwarte, od grzbietowej strony rozdęte, zaopatrzone w liczne kolce golenie ze stopami osadzonymi przedwierzchołkowo. Odnóża tylnej pary mają wyraźnie rozdęte uda, maczugowato nabrzmiałe ze skośnie ściętym wierzchołkiem golenie zaopatrzone w liczne kolce oraz osadzone przedwierzchołkowo lub całkiem zanikłe stopy. Sternity odwłoka od trzeciego do siódmego zaopatrzone są w po dwa trichobotria, z których duże leży przednio-brzusznie względem przetchlinki, a małe z tyłu od przetchlinki. Poza tym sternity te porośnięte są włoskami oraz włosowatymi szczecinkami.

## Rozprzestrzenienie
Plemię to obejmuje swym zasięgiem krainę neotropikalną, południową część Palearktyki, południowoafrykańską część krainy etiopskiej oraz krainę orientalną.

## Taksonomia
Takson ten wprowadzony został w 1960 roku przez Richarda C. Froeschnera na łamach „Proceedings of the United States National Museum” w randze podrodziny. Już w 1963 roku Eduard Wagner obniżył mu rangę do plemienia Scaptocorini w obrębie Cydninae. Współcześnie umieszczany jest w Cephalocteinae wraz z siostrzanym plemieniem Cephalocteini.
Plemię obejmuje 28 opisanych gatunków, sklasyfikowanych w 6 rodzajach:
- Afroropus Lis, 1999
- Atarsocoris Becker, 1967
- Pseudostibaropus Lis, 1991
- Scaptocoris Perty, 1833
- Schiodtella Signoret, 1882
- Stibaropus Dallas, 1851